# 瑞安·摩爾
瑞安·摩爾（英語：Ryan Moore；1982年12月5日—）是一位美國高爾夫球運動員，出生在內華達州拉斯維加斯。他現在參加PGA巡迴賽賽事。